# Badlands (álbum)
Badlands (estilizado como BADLANDS) es el primer álbum de estudio de la cantautora estadounidense Halsey, publicado el 28 de agosto de 2015 por el sello discográfico Astralwerks. El nombre "Badlands" hace referencia, a una ocurrencia de Halsey mientras escribía el álbum, para dar un lugar físico como la metáfora perfecta de desolación y soledad. Musicalmente, el álbum es principalmente electropop, también descrito como electropop e indie pop. Badlands recibió críticas mixtas de expertos contemporáneos de música, que comentan que es «la cohesión de una dama enojada». Badlands fue precedido por el lanzamiento digital de tres sencillos: «Ghost», «New Americana» y «Colors».

## Producción y concepto
De acuerdo a Halsey, Badlands es un álbum conceptual que se centra en la sociedad distópica y ficticia conocida como The Badlands. La ciudad está rodeada por un desierto árido, manteniendo a sus habitantes cautivos, en un escenario posapocalíptico. Después de escribir un par de canciones, Halsey llegó a la conclusión de que el concepto era una metáfora de su estado mental. Halsey piensa que creó The Badlands, como una forma de escapar de sus propias y reales batallas. En su opinión, la metáfora es que aunque no haya escapatoria, aún hay optimismo de que queda otro lugar al que ir.

## Recepción

### Comentarios de la crítica
En general las críticas de Badlands fueron mixtas de distintas revistas y sitios web, entre ellas AllMusic y Rolling Stone, mientras que recibió una crítica no tan favorable del sitio web Pitchfork. 
Alternative Adiction, le otorgó al álbum una puntuación casi perfecta con cuatro estrellas y media de cinco. «(...) Sí, Halsey canta mucho sobre el sexo y la música que hace es muy sexy, pero también es increíblemente suave y sincera. Su entrega y las letras que escribe son increíblemente genuinas», y describiendo el álbum como «ridículamente bueno». El crítico Robert Christgau de Expert Witness (msn c)'s parte de la Columna de críticas de Noisey le otorgó una calificación A- que equivale a una calificación del 90 %. Por lo contrario Nathan Resee de Pitchfork no vio más allá del álbum, otorgándole solo un 4,9 sobre 10, argumentando «(...) Su debut Badlands llega con un impulso innegable, pero está lastrado por letras trilladas y una producción rancia».
Joe Levy de la reconocida revista Rolling Stone le otorgó una buena puntuación al álbum dándole tres estrellas y media sobre cinco. 
Matt Collar de AllMusic le otorgó al álbum tres estrellas y media sobre cinco y llegó a comparar la voz de Halsey con la de la reina del alternativo Björk. «(...) Halsey se quema con una confianza feminista, escupiendo letras con su emotiva voz que suena como Björk con alevines vocales».

### Recibimiento comercial
En América, Badlands tuvo una buena recepción comercial. En los Estados Unidos, debutó en el segundo lugar del Billboard 200 con 115 000 unidades, divididas en 97 000 entre copias digitales y ventas físicas, más un adicional de 18 000 en equivalencia de streaming de las canciones. Con ello, se convirtió en el tercer mayor álbum debut del año y segundo por una artista femenina, tras Title de Meghan Trainor. Asimismo, fue el primer top 3 de la artista. En su segunda semana, Badlands descendió a la octava posición con 35 000 unidades. Después de más de un año de haber sido lanzado, el disco ubicó el puesto 34 entre los 200 álbumes más exitosos del 2016 en el Billboard 200.
En Canadá debutó en la tercera posición de su listado oficial de álbumes con 10 500 copias, y posteriormente fue certificado con disco de oro por exceder las 40 000 unidades.
En el Reino Unido, Badlands debutó en la posición 9 del Official Albums Chart, siendo la primera vez que Halsey entraba a un conteo del Reino Unido. Un año y pocos meses después de su lanzamiento, la Industria Fonográfica Británica lo certificó con disco de oro por la venta de 100 000 copias. En Irlanda llegó hasta el tercer lugar, mientras que en Portugal, Bélgica, Escocia y Países Bajos logró entrar a los diez primeros.
En Oceanía, el álbum alcanzó la segunda posición en Australia en donde fue certificado con disco de oro por sobrepasar las 35 000 copias requeridas y también obtuvo la tercera en posición Nueva Zelanda.
Además del buen recibimiento que tuvo el álbum en los países de América, Europa y Oceanía, Badlands también se asomó por Asia en donde logró conseguir un disco de oro por parte de Singapur tras lograr vender más de 5000 copias en dicho país. 
En agosto de 2018 se dio a conocer que Badlands había certificado Platino en Filipinas equivalente a 15 000 copias vendidas, esto sucedió en plena gira del Hopelesss Fountain Kingdom World Tour, en donde halsey comunicó a sus fanes en pleno concierto que no sabía que su disco era platino en este territorio, además de claro, darle las gracias a ellos. 
En total Badlands cuenta con 7 certificaciones alrededor del mundo hasta ahora. Disco de platino en Estados Unidos, Australia, Filipinas y Disco de Oro en Brasil, Canadá, Reino Unido Y Singapur. Además de esto, en Estados Unidos se registró un total de 1 300 000 de ventas en agosto del 2017.

## Promoción

### Interpretaciones en directo
Para promocionar el álbum, Halsey hizo una gran cantidad de presentaciones en todo el mundo. La promoción comenzó cuando Halsey se presentó por primera vez en el programa de televisión Jimmy Kimmel Live y en octubre en The Late Show with Stephen Colbert. El 10 de febrero de 2016, Halsey presentó "Colors" en programa estadounidense, The Tonight Show Starring Jimmy Fallon. También fueron usadas tres canciones de Badlands en series como "UnREAL" y "Younger".

### The Badlands Tour
Badlands Tour es la gira musical debut de la cantautora estadounidense Halsey, que tiene el fin de promocionar su álbum debut Badlands. La gira inició el 30 de septiembre de 2015 en San Diego, Estados Unidos, y finalizó el 13 de agosto de 2016 en Nueva York, Estados Unidos. Con 3 fechas en Asia, 15 en Europa, 57 en Norteamérica, 7 en Oceanía y 3 en Sudamérica, siendo 85 fechas en total en todo el mundo. The Badlands Tour logró recaudar más de un millón de dólares tan solo en Norteamérica.

### Sencillos
El primer sencillo publicado fue «Ghost», lanzado el 28 de julio de 2014, incluida en el EP, debut, Room 93, y fue relanzada una versión alternativa como sencillo el 9 de marzo de 2015. A pesar de que no logró entrar a ningún chart notable la canción fue certificada oro por la RIAA tras vender 500 000 copias en territorio estadounidense y también en Australia siendo disco de oro por 35 000 copias vendidas. 
«New Americana» fue el segundo sencillo. Estrenado el 10 de julio de 2015 y se convirtió en el mayor éxito de Halsey en esta era. Recibió críticas generalmente positivas. La canción recibió una recepción tibia de parte de los programas radiofónicos, como D.J. Zane Lowe de Apple Beats. La opinión de Halsey es «hay un nuevo icono allí» y que la canción era «grande». Ha sido nombrada por los críticos, incluyendo Billboard, USA Today, y The New York Times, como un "Himno Generacional" para los mileniales. La canción ingresó a las listas de ventas en más de siete países, entre ellos Nueva Zelanda, Estados Unidos, Canadá, Italia, entre otros países. Tiempo después fue certificada oro en Nueva Zelanda y Australia, y platino en Italia y Estados Unidos.
«Colors» tercer y último sencillo de Badlands, fue estrenado el 9 de febrero de 2016, Colors logró entrar a las listas de popularidad de Estados Unidos, Australia, República Checa y Eslovaquia. Fue certificada oro en Estados Unidos por vender 500 000 copias, en Brasil también recibió disco de oro por 20 000 copias vendidas y Australia fue certificada como disco de oro por 35 000 copias vendidas.
Otras canciones notables
Además de los sencillos, algunas de las canciones de Badlands lograron entrar en algunos listados y ser certificadas sin ser lanzadas como sencillos.
| 2015                                                                           | «Hold Me Down» | 78 | - ARIA: Oro - RIAA: Oro     |
| 2015                                                                           | «Hurricane»    | —  | - RIAA: Oro                 |
| 2015                                                                           | «Gasoline»     | —  | - ARIA: Oro - RIAA: Platino |
| 2017                                                                           | «Control»      | —  | - RIAA: Oro                 |
| «—» indica que el sencillo no fue lanzado o no se posicionó en ese territorio. |                |    |                             |

## Lista de canciones
- Edición estándar

| Badlands |                 |                                                        |                     |          |  |
| N.º      | Título          | Escritor(es)                                           | Productor(es)       | Duración |  |
| 1.       | «Castle»        | Halsey y Lido                                          | Lido                | 4:37     |  |
| 2.       | «Hold Me Down»  | Halsey, Joseph Khajadourian, Alex Schwartz y Ryan Lott | The Futuristics     | 3:24     |  |
| 3.       | «New Americana» | Halsey, Larzz Principato, Kalkutta y James Mtume       | Lido                | 3:03     |  |
| 4.       | «Drive»         | Halsey y Tim Anderson                                  | Anderson            | 4:18     |  |
| 5.       | «Roman Holiday» | Halsey, Ben Berger, Ryan McMahon y Captain Cuts        | Captain Cuts        | 3:21     |  |
| 6.       | «Colors»        | Halsey y Dylan Bauld                                   | Dylan William       | 4:09     |  |
| 7.       | «Coming Down»   | Halsey y Justyn Pilbrow                                | Pilbrow             | 3:43     |  |
| 8.       | «Haunting»      | Halsey, Charlie Hugall, Rob Tortelli y Chris Hugall    | Heavy Mellow        | 4:20     |  |
| 9.       | «Control»       | Halsey, Roy Kerr y Tim Bran                            | Lido                | 3:33     |  |
| 10.      | «Young God»     | Halsey                                                 | Lido y Heavy Mellow | 2:59     |  |
| 11.      | «Ghost»         | Halsey y Dylan Scott                                   | Scott               | 2:33     |  |
| 40:03    |                 |                                                        |                     |          |  |

- Edición especial

| Badlands — Deluxe Edition |                   |                                                     |                               |          |  |
| N.º                       | Título            | Escritor(es)                                        | Productor(es)                 | Duración |  |
| 5.                        | «Hurricane»       | Halsey y Tim Anderson                               | Anderson                      | 3:43     |  |
| 6.                        | «Roman Holiday»   | Halsey, Ben Berger, Ryan McMahon y Captain Cuts     | Captain Cuts                  | 3:21     |  |
| 7.                        | «Ghost»           | Halsey y Dylan Scott                                | Scott                         | 2:33     |  |
| 9.                        | «Colors Pt. II»   | Halsey y Dylan Bauld                                | Dylan William                 | 1:36     |  |
| 10.                       | «Strange Love»    | Halsey y Jim Eliot                                  | Lido, Tim Larcombe y Yung God | 4:07     |  |
| 11.                       | «Coming Down»     | Halsey y Justyn Pilbrow                             | Pilbrow                       | 3:43     |  |
| 12.                       | «Haunting»        | Halsey, Charlie Hugall, Rob Tortelli y Chris Hugall | Heavy Mellow                  | 4:20     |  |
| 13.                       | «Gasoline»        | Halsey y Lido                                       | Lido                          | 3:19     |  |
| 14.                       | «Control»         | Halsey, Roy Kerr y Tim Bran                         | Lido                          | 3:33     |  |
| 15.                       | «Young God»       | Halsey                                              | Lido y Heavy Mellow           | 2:59     |  |
| 16.                       | «I Walk The Line» | John R. Cash                                        | Trevor Simpson                | 2:45     |  |
| 55:33                     |                   |                                                     |                               |          |  |

- Edición japonesa

| Badlands — Japanese edition |                                      |                                               |                           |          |  |
| N.º                         | Título                               | Escritor(es)                                  | Productor(es)             | Duración |  |
| 17.                         | «Is There Somewhere»                 | Halsey                                        | Dylan Bauld               | 3:31     |  |
| 18.                         | «Empty Gold»                         | Halsey, Chris Braide, Scott, Christian Medice | Eliot, Medicine           | 4:18     |  |
| 19.                         | «Trouble» (stripped)                 | Halsey y Braide                               | Braide                    | 3:34     |  |
| 21.                         | «Ghost» (Lost Kings Remix)           | Halsey y Scott                                | Scott, Lost Kings         | 3:09     |  |
| 22.                         | «Trouble» (Sander Kleinenberg Remix) | Halsey y Braide                               | Braide Sander Kleinenberg | 3:05     |  |

## Listas semanales

### Posicionamiento en listas
| Alemania          | Offizielle Top 100           | 37 |
| Australia         | ARIA Albums Chart            | 2  |
| Austria           | Austrian Albums Chart        | 18 |
| Bélgica (Flandes) | Ultratop 200 Albums          | 10 |
| Bélgica (Valona)  | Ultratop 200 Albums          | 28 |
| Canadá            | Canadian Albums              | 3  |
| Dinamarca         | Danish Albums Chart          | 19 |
| Escocia           | Scottish Albums Chart        | 7  |
| España            | Spanish Albums Chart         | 48 |
| Estados Unidos    | Billboard 200                | 2  |
| Estados Unidos    | Alternative Albums           | 1  |
| Estados Unidos    | Top Albums Sales             | 2  |
| Finlandia         | Suomen virallinen lista      | 36 |
| Francia           | Top 200 Albums               | 75 |
| Grecia            | Greek Albums Chart           | 43 |
| Irlanda           | Top 100 Artist Album         | 3  |
| Italia            | Classifica FIMI Album        | 34 |
| Noruega           | Top 40 Albums                | 22 |
| Nueva Zelanda     | NZ Top 40 Albums             | 3  |
| Países Bajos      | Album Top 100                | 5  |
| Portugal          | Portuguese Albums Chart      | 10 |
| Reino Unido       | Top 40 Official Albums Chart | 9  |
| Suecia            | Albums Top 60                | 13 |
| Suiza             | Swiss Albums Chart           | 26 |

### Fin de año
| País           | Lista                   | Posición |      |      |      |      |      |      |      |
| 2015           | 2015                    | 2015     | 2015 | 2015 | 2015 | 2015 | 2015 | 2015 | 2015 |
| -------------- | ----------------------- | -------- | ---- | ---- | ---- | ---- | ---- | ---- | ---- |
| Australia      | Australian Albums Chart | 88       |      |      |      |      |      |      |      |
| Estados Unidos | US Billboard 200        | 98       |      |      |      |      |      |      |      |
| 2016           |                         |          |      |      |      |      |      |      |      |
| Australia      | Australian Albums Chart | 54       |      |      |      |      |      |      |      |
| Canadá         | Canadian Albums         | 47       |      |      |      |      |      |      |      |
| Estados Unidos | US Billboard 200        | 34       |      |      |      |      |      |      |      |

### Certificaciones
| Territorio     | Organismo certificador | Certificación | Ventas certificadas | Ref.          |
| -------------- | ---------------------- | ------------- | ------------------- | ------------- |
| Australia      | ARIA                   | Platino       | 70 000              | [ 47 ]        |
| Filipinas      | PARI                   | Platino       | 30 000              | [ 48 ]        |
| Brasil         | ABPD                   | Oro           | 20 000              | [ 49 ]        |
| Canadá         | CRIA                   | Platino       | 80 000              | [ 50 ]        |
| Estados Unidos | RIAA                   | 2x Platino    | 2 000               | [ 51 ]        |
| Singapur       | RIAS                   | Oro           | 5000                | [ 52 ]        |
| Reino Unido    | BPI                    | Oro           | 106 804             | [ 53 ] [ 54 ] |